# 島根県道・山口県道17号津和野田万川線
島根県道・山口県道17号津和野田万川線（しまねけんどう・やまぐちけんどう17ごう つわのたまがわせん）は、島根県鹿足郡津和野町と山口県萩市を結ぶ県道（主要地方道）である。

## 概要

### 路線データ
- 起点：島根県鹿足郡津和野町鷲原（山口県道・島根県道13号萩津和野線交点）
- 終点：山口県萩市下田万（ゆとりパークたまがわ・道の駅前交差点、国道191号交点）

## 歴史
- 1993年（平成5年）5月11日 - 建設省から、県道津和野田万川線の一部・県道日原須佐線の一部・県道長福飯浦線の一部・県道日原田万川線の一部が津和野田万川線として主要地方道に指定される[1]。

## 路線状況

### 重複区間
- 島根県道・山口県道124号津和野須佐線（鹿足郡津和野町山下 - 鹿足郡津和野町長福）
- 島根県道・山口県道14号益田阿武線（益田市桂平町 - 萩市下小川）

## 地理
津和野町より北部へ伸び、津和野町・萩市の田万川地域内の山間部を抜ける。益田市内から萩市内にかけては島根県道・山口県道14号益田阿武線と重複するが、分かれたあとは田万川地域を流れる田万川にそって中心部の江崎へと向かう。

### 通過する自治体
- 島根県
  - 鹿足郡津和野町
  - 益田市
- 山口県
  - 萩市

### 交差する道路
| 交差する道路                                                          | 都道府県名 | 市町村名 | 市町村名 | 交差する場所     | 交差する場所                                |
| --------------------------------------------------------------------- | ---------- | -------- | -------- | ---------------- | ------------------------------------------- |
| 山口県道・島根県道13号萩津和野線 島根県道226号柿木津和野停車場線 重複 | 島根県     | 鹿足郡   | 津和野町 | 鷲原（わしばら） | 起点                                        |
| 島根県道・山口県道124号津和野須佐線 重複区間起点                      | 島根県     | 鹿足郡   | 津和野町 | 山下             |                                             |
| 島根県道・山口県道124号津和野須佐線 重複区間終点                      | 島根県     | 鹿足郡   | 津和野町 | 長福             |                                             |
| 西石見広域農道 / 西石見グリーンライン                                 | 島根県     | 益田市   | 益田市   | 桂平町           |                                             |
| 島根県道・山口県道14号益田阿武線 重複区間起点                         | 島根県     | 益田市   | 益田市   | 桂平町           |                                             |
| 島根県道・山口県道14号益田阿武線 重複区間終点                         | 山口県     | 萩市     | 萩市     | 下小川           |                                             |
| 山口県道304号江崎停車場線                                             | 山口県     | 萩市     | 萩市     | 上田万           |                                             |
| 国道191号                                                             | 山口県     | 萩市     | 萩市     | 下田万           | ゆとりパークたまがわ・道の駅前交差点 / 終点 |

### 沿線にある施設など
- 鷲原八幡宮
- 堀庭園
- 道の駅ゆとりパークたまがわ